# Xabier Eskurza
Xabier Eskurza Gracia (Trapagaran, 17 gennaio 1970) è un ex calciatore spagnolo, di ruolo centrocampista.

## Carriera

### Club
Cresce calcisticamente con l'Athletic Bilbao, società con cui esordisce con la squadra riserve nella stagione 1988-1989. L'anno successivo esordisce con la prima squadra, con cui debutta nella Primera División spagnola il 17 settembre 1989 in Athletic-Celta Vigo (2-0).
Con i baschi milita per cinque stagioni, collezionando 130 presenze (114 in campionato), passando al Barcellona nell'estate 1994. Con i blaugrana disputa una stagione, venendo quindi acquistato dal Valencia, rimanendovi per due campionati, al termine di cui si trasferisce al Maiorca.
Dal 1998 al 2000 milita nelle file del Real Oviedo, con cui termina la carriera.

### Nazionale
Conta cinque presenze con la Selezione di calcio dei Paesi Baschi.

## Palmarès

### Club
- Supercoppa di Spagna: 1

Barcellona: 1994